# Diamantový brus

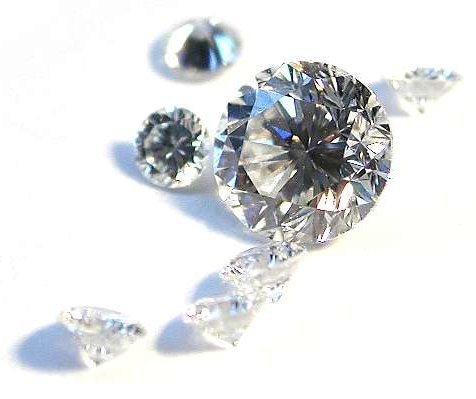
Diamantový brus

Diamantový brus je způsob opracování surového diamantu. Brus označuje souhrnně proporce, symetrii a lesk diamantu.
Tvar brusu je jedním ze základních kritérií v hodnocení diamantů, tzv. 4C (Cut, Color, Carat, Clarity), v překladu brus a barva diamantu, váha a čistota. Broušení diamantů je šperkařská činnost, při které se ze surových diamantů broušením vytváří drahokamy použitelné do šperků. U větších a dražších kamenů je broušení prováděno fasérem (odborník) ručně, u menších kamenů se dnes většinou používá strojového broušení.
Diamantový brus se stále zdokonaluje. Mezi průkopníky v tomto oboru patří matematik Marcel Tolkowsky, který v roce 1919 pomocí složitých matematických výpočtů zdokonalil briliantový brus, čímž docílil optimálního odrazu světla v celém spektru barev a intenzitě. Diamant s tímto brusem se nazývá briliant.

## Stupně kvality brusu
Výbrus diamantu je hodnocen z hlediska kvality jeho provedení.

### U kvality brusu diamantů se hodnotí
- Proporce – úhly a procentuální poměry jednotlivých částí brusu

Nejlépe vybroušený kámen má dokonalý soulad mezi brilancí, ohněm a jiskřením. Nejdokonalejším typem brusu je stále briliantový brus s 57 fasetami, které jsou vybroušeny do přesně stanovených proporcí.
- Povrchové opracování – kvalita vybroušeného povrchu faset (zda je dokonale vyleštěný, neobsahuje stopy po broušení apod.)

Nejčastější vady, které se vyskytují, jsou rýhy a škrábance, linie po broušení, prohlubně a důlky, abraze na hranách faset, stopy po broušení (povrchová oxidace), naturálie a nadbytečné fasety.
- Symetrie brusu – hodnotí, zda jsou všechny fasety stejně velké a broušené pod stejnými úhly, zda je tabulka a kaleta přesně ve středu atd.

### Pět stupňů mezinárodní stupnice
- Excellent/Ideal cut

Excelentní, neboli ideální výbrus označuje špičkově vybroušené diamanty té nejvyšší kvality. Do této kategorie spadá pouze cca 3% produkce všech diamantů. Diamanty této třídy odrážejí téměř všechno světlo, které na ně dopadá.
- Very good

Tato třída označuje brus s velmi dobrým provedením, díky němuž kámen odráží většinu světla, které na něj dopadá. Pro oko laika je tato třída nerozeznatelná od třídy Ideal cut. Asi 15 % všech vybroušených diamantů spadá do této kategorie.
- Good

Do této kategorie spadá zhruba čtvrtina diamantové produkce. Odrážejí většinu světla.
- Fair*

Tato třída představuje ještě stále dobře vybroušené diamanty, ale odraz světla je o poznání menší a diamanty se tak méně třpytí.
- Poor

Tyto diamanty nesplňují nároky na kvalitní brus. Většina světla, která na diamant dopadá, se ztrácí, čímž kámen přichází o svůj třpyt.

## Další parametry brusu, vztahující se k jeho hodnocení
- Brilance

Hodnotí množství odraženého bílého světla z vybroušeného kamene.
- Oheň

Vyjadřuje spektrální barvy, do kterých se rozkládá světlo vycházející z vybroušeného kamene.
- Jiskra

Znamená stupeň hry barev při pohybu vybroušeným kamenem nebo při pohybu hlavy pozorovatele.

## Diamantové brusy

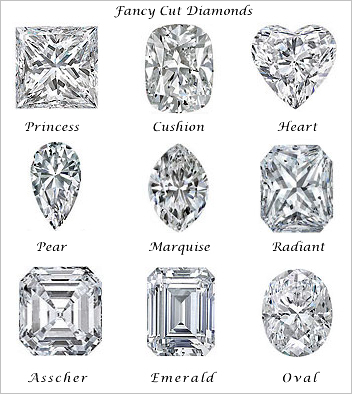
Výbrusy diamantu

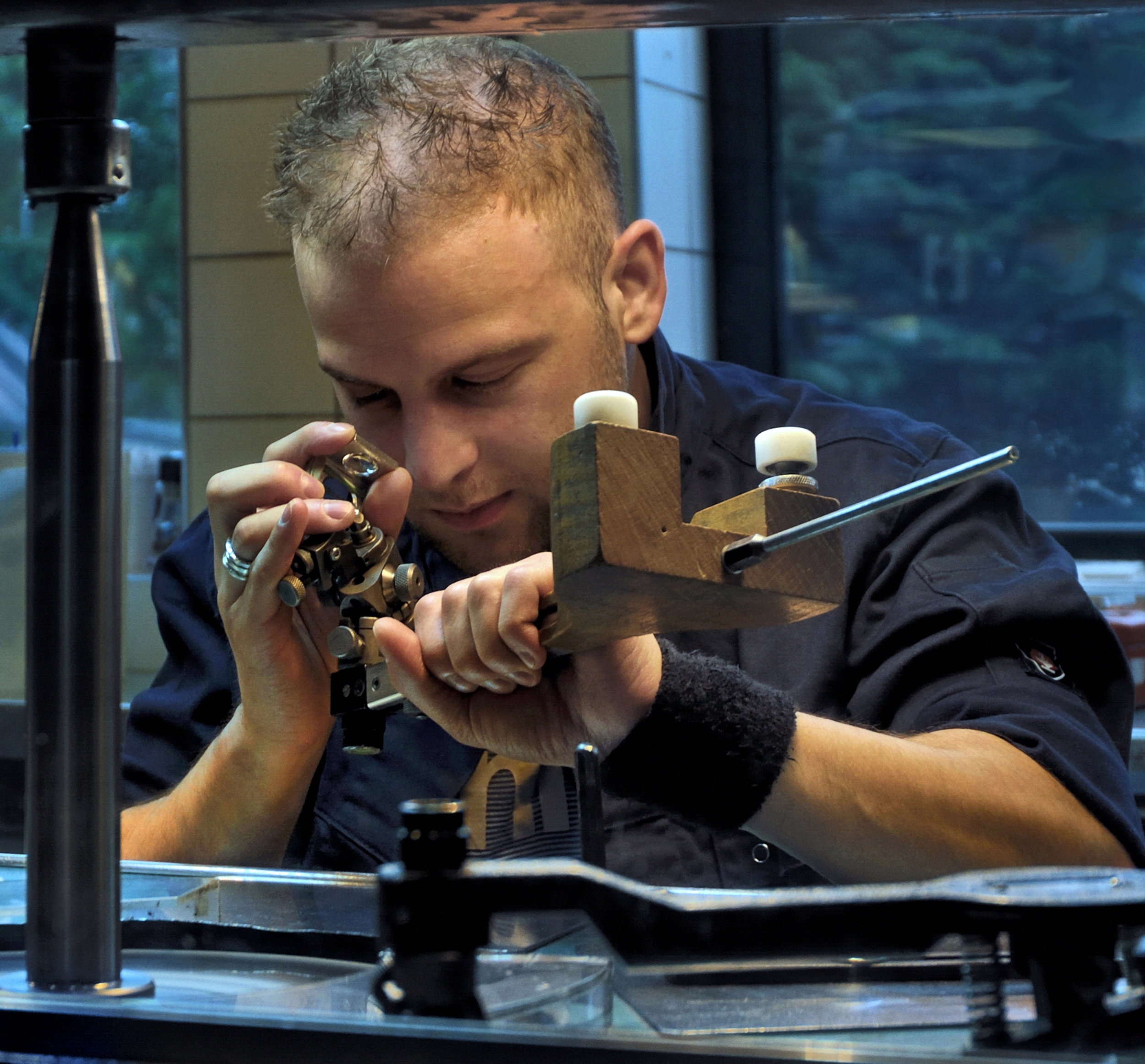
Diamantové řezání

- Brilliant, tj. kulatý výbrus -Nejznámější a nejrozšířenější brus. Má 57 faset, z toho 33 na koruně a 24 na pavilonu. Korunou diamantu označujeme jeho horní část, pavilonem naopak spodní. Uprostřed briliantu je tenký neleštěný pás. Světlo, které prochází briliantem, se díky tomuto tvaru odráží tím nejlepším způsobem a při maximální intenzitě. Díky tomu jsou šperky s brilianty tak zářivé a třpytivé.

- Princess - V poslední době velmi populární brus u zásnubních a zásnubních šperků. Jedná se o čtyřboký brus s ostrými rohy, někdy také trojboký. Má velmi dobrý oheň a vysokou brilanci, je ale náročný jak na počáteční kvalitu diamantu, tak na práci faséra.

- Emerald (Smaragdový brus) - Velmi elegantní a propracovaný brus, který byl vůbec jedním z prvních, do kterého byly drahé kameny upravovány. Smaragdový brus, jak se tento tvar také nazývá, patří mezi "stupňovité brusy", do kterých řadíme i Asscher nebo Radiant. Emerald je typický svým obdélníkovým tvarem, zkrácenými rohy a širokou plochou, která při pohledu shora připomíná schodiště.

- Asscher - Asscherův brus je velice známý nejen pro svůj výjimečný lesk, ale také pro jeho typický a nádherný optický klam známý jako „zrcadlový sál“. Ten vytváří díky svému hlubokému pavilonu, fazetovému kuletu a malé tabulce ve vysoké koruně. Velmi často bývá tento tvar zaměňován se čtvercovým smaragdovým tvarem, jehož tvar je téměř totožný a často vládnou neshody ohledně jejich přesných rozdílů.

- Pear - Krásný hybridní tvar hruškovitého (slzovitého) tvaru, který v sobě kombinuje vlastnosti dvou jedinečných designů. Tvaru „marquise“, díky kterému má brus typickou špičku a tvaru „round briliant“ jež zakončuje druhý zaoblený konec. Slzovité brusy diamantů se od sebe často svými tvary liší. Setkat se můžeme například s úpravou do „francouzské špičky“ nebo s hranatějšími designy, kterých brusič u tvaru pear docílí vytvořením tzv. „vysokých ramen“.

- Radiant - Hybridní čtvercový tvar s výraznými „zastřiženými“ rohy, který je význačný pro spojení vlastností hned tří brusů - brilanci a hloubku tvaru „round briliant“, čtvercový vzhled tvaru „princess“ a zkrácenými rohy po vzoru „smaragdového brusu“. Díky tomu je tento univerzální tvar velmi oblíbenou variantou pro osazení do jakéhokoli šperku.

- Oval - Zaoblený protáhlý tvar, který je velmi často využívaný pro optimalizaci karátové hmotnosti drahého kamene. To znamená, že jeho oválný tvar může pozorovateli připadat větší než tvar kulatého briliantu o stejné hmotnosti. Nejčastěji bývá tento tvar využíván formou centrálního drahokamu u diamantových prstenů, kdy podlouhlý tvar diamantu opticky prodlouží prsty.

- Cushion - Obdélníkový nebo čtvercový tvar s typickými zaoblenými rohy, který zdánlivě připomíná polštářek, proto tedy jeho název „cushion“. Díky jeho velkým broušeným fazetám lépe odděluje tento tvar bílé světlo od spektrálních barev. Nejen, že tím rozptyluje více světla do celé plochy kamene, ale efektivněji tím může zakrýt některé z přírodních vnitřních vad.

- Heart - Tvar srdce je nejčastěji složen z 56 až 58 fazet, kdy 6 až 8 fazet pavilonu tvoří hlavní plochy. Srdcové tvary se od sebe svými designy mohou mírně lišit v závislosti na konstrukci a vypracování. Velmi oblíbenou úpravou je tzv. „francouzská špička“, která podstatně zvyšuje lesk diamantu. Tato úprava je velmi oblíbená i u dalších tvarů jako je „Pear“ nebo „Marquise“

- Marquise - Tvar drahokamového brusu „marquise“ připomíná svým designem se dvěma špičkami trup lodi. Složen je nejčastěji z 58 fazet, z nichž 25 tvoří pavilon a 33 korunu. Mimo to, ale může být tvar markýzy řezán jako „francouzská špička“, kdy je hlavní fazeta koruny nahrazena hvězdou tvořenou větším počtem malých fazet. Stejně jako tvar „oval“ i „marquise“ díky svému podlouhlému tvaru dobře optimalizuje karátovou hmotnost drahokamu, a tak se může zdát větší než jiné brusy stejné váhy.